# Azacualpa
Azacualpa – miasto w Hondurasie, nad rzeką Jaitique, w departamencie Santa Barbara. Według Spisu Powszechnego z 2013 roku liczy 7,8 tys. mieszkańców. Miasto znane jest z produkcji kawy i znajduje się na skraju odkrywkowej kopalni złota.